# Ziji
Ziji (gr. Ζύγι) – wieś w Republice Cypryjskiej, w dystrykcie Larnaka. W 2011 roku liczyła 589 mieszkańców.